# 윤영석 (뮤지컬 배우)
윤영석은 대한민국의 뮤지컬 배우다. 2011년 뮤지컬 '나를 부르다'로 데뷔했다.

## 방송
- 더블 캐스팅 (2020) - Top44